# Ferhát Abbás
Ferhat Abbás (24. srpna 1899, Taher, Alžírsko– 24. prosince 1985, Alžír) byl alžírský politik a bojovník za jeho nezávislost. Byl jedním z autorů Manifestu alžírského lidu, v letech 1946 - 1956 předseda Demokratického svazu alžírského manifestu, jehož cílem byla nezávislost Alžírska na Francii, a v letech 1958 - 1961 předseda exilové prozatímní vlády. Patřil k umírněnému křídlu, přijatému Západem. Po získání nezávislosti v červenci 1962 byl krátký čas předsedou Národního shromáždění, na protest proti nedemokratickému vývoji v zemi však odstoupil a byl několikrát v domácím vězení.